# بومین خان

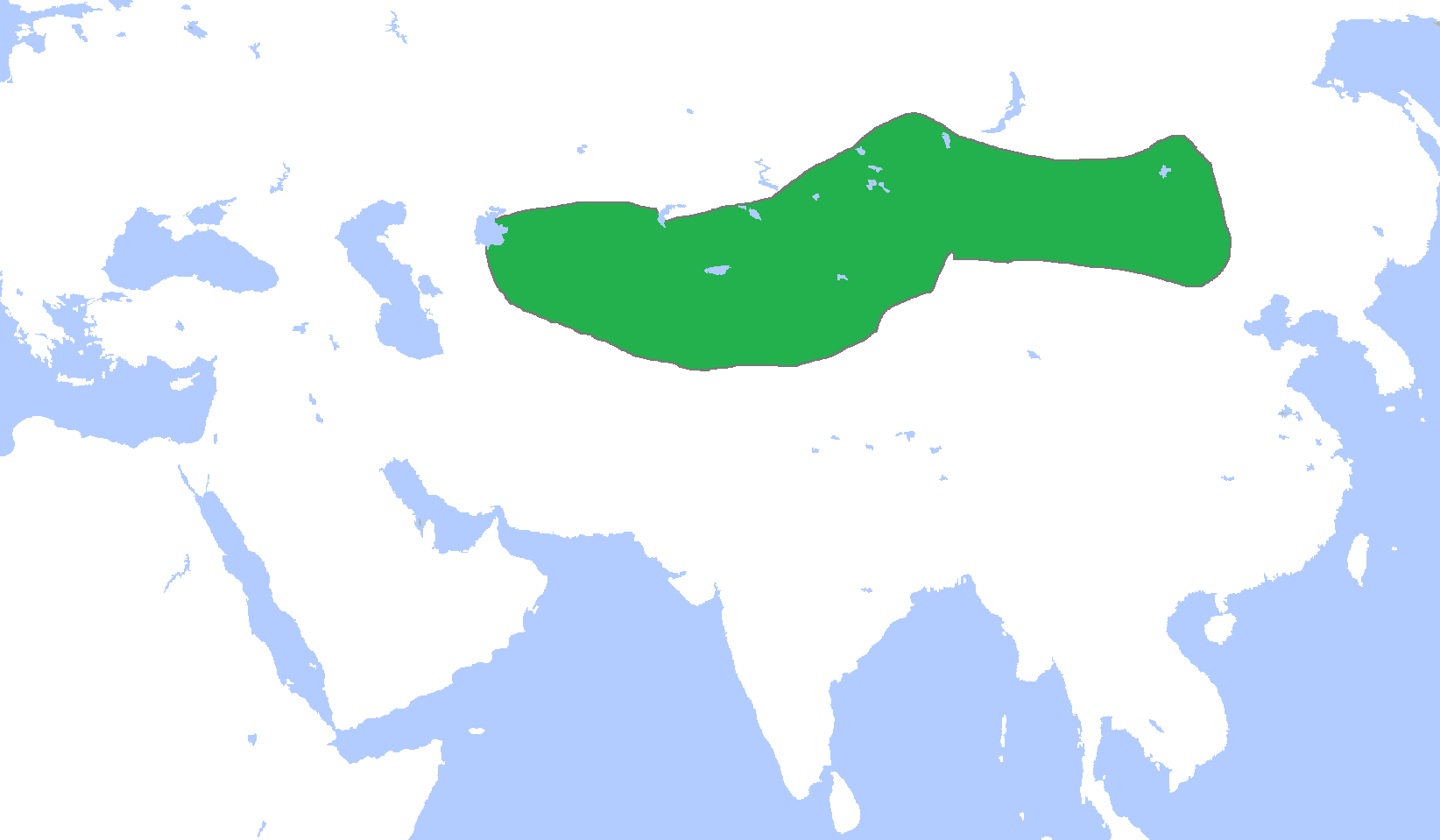
خاقانات ترک. بین سال‌های ۵۵۲ تا ۵۷۲ میلادی.

بومین خان (ترکی قدیم:  , Bumïn qaγan, a.k.a. Bumın Kagan) یا ایلیق قاآن  (انگلیسی: Illig Qaghan، چینی: 伊利可汗، پینیین: yīlì kěhàn، آذربایجانی: i-li k'o-han, درگذشت: ۵۵۲ میلادی) بنیان‌گذار و نخستین خان خاقانات ترک بود. بومیان خان عنوان «ایلخان» داشت. این عنوان پس از سرکوبی دولت روران‌ها یا ژوژوان‌ها به وی داده شد.
چین در حدود سدهٔ ششم میلادی، از چهار دولت متخاصم تشکیل شده بود. در آستانهٔ سال ۵۴۵ میلادی دامنهٔ آتش جنگ‌ها در سرزمین‌های شمالی چین بالا گرفت. ضعف دولت چینی سبب شد که اقوام کوچ‌نشین ژوژان و توگون نیرومند شوند. امپراتوری وی شرقی با فرمانروای ژوژوان و شاه توگون اتحادی منعقد کرد و به امپراتوری وی غربی حمله کرد. امپراتوری وی غربی نیز کوشید تا در پیکار با دشمنان، از قبیله‌های کوچ‌نشین ترک یا تورکیوت بهره جوید. بومین، خان بزرگ ترک با امپراتور وی غربی پیمان اتحاد بست و بر این عقیده بود که این اتحاد ترک‌ها را از یوغ اسارت ژاژان‌ها خواهد رهانید. بدین روال ترکان در سال ۵۴۵ میلادی به آهستگی و با احتیاط به عرصهٔ سیاست جهانی گام نهادند. پس از چندی بومین خان از آن هوای فرمانروای ژوژان‌ها خواست که دخترش را به همسری او بدهد ولی با پاسخ منفی او روبرو شد. بومین خان در سال ۵۵۱ میلادی توانست با دختر امپراتور وی غربی ازدواج کند و از این رهگذر اعتبارش در نزد کوچ‌نشینان فزونی گرفت و موقعیتش استحکام بسیار پذیرفت.
بومین خان در زمستان سال ۵۵۲ میلادی ناگهان بر ژوژوان‌ها حمله برد و آنان را درهم شکست آن هوان فرمانروای ژوژان، پس از این شکست دست به خودکشی زد. او اندکی پس از پیروزی در همان سال ۵۵۲ میلادی درگذشت.
دولتی که بومین خان تشکیل داد به نام خاقانات ترک معروف شد و در اثر اتحادی دولتی بین قبایل آسیای میانه، در سال ۵۵۲ میلادی، در کشور آلتای به وجود آمد. خاقانات ترک در تاریخ آسیای میانه نقش مهمی ایفا نمود. پس از مرگ بومین پسرش قراایسیق خان فرمانروای ترکان شد.